# Manguri (przystanek kolejowy)
Manguri – bocznica i przystanek kolejowy, w pobliżu miejscowości Coober Pedy, w stanie Australia Południowa, w Australii. Przez Manguri, przejeżdżają pociągi transkontynentalnej linii kolejowej The Ghan, łączącej Adelaide z Darwin.
Obsługa pasażerska, tylko po uzgodnieniu z konduktorem.
| Manguri |  |          |
| Linia   |  |          |
| Marla   |  | Tarcoola |